# هانترس (هلنا برتینلی)
هانترس (به انگلیسی: Huntress) با نام اصلی هلنا رُزا برتینلی، یک شخصیت خیالی ابرقهرمان در کتاب‌های کامیک آمریکایی منتشر شده توسط دی‌سی کامیکس است. این شخصیت توسط جویی کاوالیری و جو استیتن خلق شده‌است که برای اولین بار در شمارهٔ ۱ هانترس (آوریل ۱۹۸۹) حضور پیدا کرد. او یکی از چندین شخصیت دنیای دی‌سی است که عنوان هانترس را به یدک می‌کشد. او همچنین برای مدتی، به عنوان یکی از نسخه‌های بت‌گرل شناخته می‌شد و یکی از اعضای با سابقهٔ گروه پرندگان شکاری بود.
در دو فصل نخست مجموعه تلویزیونی اَرو، هنرپیشه استرالیایی جسیکا دیگو نقش هلنا برتینلی را ایفا کرده‌است. همچنین مری الیزابت وینستد در فیلم پرندگان شکاری (۲۰۲۰) وظیفه بازی در این نقش را بر عهده دارد. این اولین حضور رسمی این شخصیت در یک فیلم سینمایی محسوب می‌شود.